# Pro Evolution Soccer 2008
Pro Evolution Soccer 2008 (oficialmente abreviado como PES 2008 y conocido como World Soccer: Winning Eleven 2008 en su versión japonesa y Winning Eleven 2008 en la versión arcade japonesa) es un videojuego de fútbol para PlayStation 2, PlayStation 3, PC, Xbox 360, PlayStation Portable, Nintendo DS y Wii que se lanzó a la venta en el 2007. Este es el séptimo videojuego de la serie Pro Evolution Soccer. Además, fue el primero que se vendió para PlayStation 3, Xbox 360 y Wii y el primero de la serie en tener su propia arcade. Es el primer Pro Evolution Soccer en implementar el año de la temporada en el título en vez de el de lanzamiento.
En la portada aparece Cristiano Ronaldo. En algunas aparece solo, pero en otras está acompañado de Didier Drogba, Michael Owen, Lucas Neill, y Gianluigi Buffon.
En este juego se da el paso hacia la nueva generación de consolas con una mejora muy notable respecto a las anteriores series de esta saga, como ya se ha mostrado en algunos tráileres, imágenes y lo que se ha revelado por parte de los creadores. Se ha visto mejorado el rendimiento gráfico. Como se ha mostrado el modo editar sería muy avanzado para las consolas de nueva generación (PS3 y X360). Konami ha confirmado que se podrá poner la foto del usuario en la cara del jugador. Existe una versión demo donde se puede hacer uso de las nuevas características, como las bancas, nuevos modos de juego, edición mejorada, entre otras cosas.

## Novedades
Pro Evolution Soccer 2008 presenta un nuevo sistema de inteligencia, llamada Teamvision, que adapta y reacciona a los propios estilos de juego de los jugadores para asegurar que la oponentes controlados por la computadora sean siempre desafiantes y forzando al jugador a pensar y probar su estilo de juego para evitar ser sobrepasado por el juego. Esta aprende contraataques que apuntan tus debilidades y buscan explotar cualquier táctica repetitiva que el jugador utilice. Los defensas reaccionan mejor al peligro. Los compañeros de equipo realizan corridas más inteligente en los espacios y el control ha sido perfeccionado para asegurarse de que los pases sean rápidos y fluidos y ataques rápidos puedan ser construidos.
Además, se suman las nuevas licencias de diversas selecciones nacionales como Portugal, Brasil, Croacia, Grecia, Escocia e Irlanda. También se incluye nuevos clubes europeos con licencia como son RSC Anderlecht, HJK Helsinki, IFK Goteborg, Panathinaicos, Spartak de Moscú, Fenerbache, NK Dinamo Zagreb o el FC Basel.
Entre las nuevas características se encuentran:
- 15 estadios.
- 24 estadios para la PS2.
- Mayor control sobre el balón, regates, técnicas, etcétera.
- Faltas con agarrones de la camiseta o simular faltas.
- Permite a jugadores colocarse en el córner o tiros libres

## Modos de juego
- Modo Partido: (no disponible en arcade) En este modo se encuentran:
  - Exhibición: El jugador elige dos equipos para disputar un partido amistoso.
  - Partido de Penaltis: El jugador elige dos equipos para disputar un partido amistoso por penaltis.

- Modo Liga Master: En este modo el jugador debe elegir un equipo de los presentes en el juego y realizar transferencias en el mismo, jugando partidos en la liga seleccionada. Solo en este modo se pueden disputar el Campeonato UEFA y la Copa de UEFA.

- Modo Tour Mundial: En este modo el jugador debe elegir un equipo de los presentes en el juego y disputar encuentros completando las misiones que se pide en cada partido. Cuando el usuario finalice las 100 misiones, ganará el Tour Mundial.

- Modo Liga: En este modo el jugador debe elegir una liga de las que aparecen en el juego y de ella elegir un equipo para disputar el torneo completo. Entre las ligas se encuentran:
  -  Premier League: Es el campeonato inglés de fútbol. El jugador elige uno de los 20 equipos de ella y disputar el torneo.
  -  Ligue 1: Es el campeonato francés de fútbol. El jugador elige uno de los 20 equipos de ella y disputar el torneo.
  -  Serie A: Es el campeonato italiano de fútbol. El jugador elige uno de los 20 equipos de ella y disputar el torneo.
  -  Eredivisie: Es el campeonato holandés de fútbol. El jugador elige uno de los 18 equipos de ella y disputar el torneo.
  -  La Liga: Es el campeonato español de fútbol. El jugador elige uno de los 20 equipos de ella y disputar el torneo.

- Modo Copa: (Opción forzada en arcade) En este modo el jugador debe elegir una de las copas que aparecen en el juego. Entre las copas se encuentran.
  - La Copa de Europa: Es el campeonato europeo de fútbol. El jugador elige uno de los países de dicho continente y disputar el torneo.
  - La Copa de África: Es el campeonato africano de fútbol. El jugador elige uno de los países de dicho continente y disputar el torneo.
  - La Copa de América: Es el campeonato americano de fútbol. El jugador elige uno de los países de dicho continente y disputar el torneo.
  - La Copa de Asia-Oceanía: Es el campeonato asiático y oceánico de fútbol. El jugador elige uno de los países de dicho continente y disputar el torneo.
  - La Copa Internacional: Es el campeonato mundial de fútbol. El jugador elige uno de los países del mundo y disputar el torneo.
  - Copa Konami: Es el campeonato que puede ser definido a elección del jugador. El mismo deberá elegir si se trata de un torneo a modo de liga (largo o corto), de un torneo a modo eliminatorio, la cantidad de equipos y de jugadores que varía de dos a treinta y dos, el sistema de alargue y de penales, entre otras cosas.

- Modo Selección de Partidos: En este modo el jugador podrá elegir cuatro equipos y de ellos seleccionar los jugadores que él quiera para disputar un partido.

- Modo Editar: En este modo el jugador puede modificar a los jugadores, sus apariencias, sus estadísticas, los equipos, equipaciones de equipos no licenciados, los nombres de las ligas, copas, entre otras cosas.

- Modo Galería: En este modo el jugador puede ver el historial del juego, los trofeos ganados, los créditos, distinciones individuales, la cantidad de tiempo que se permaneció en cada modo, entre otras cosas.

- Modo Ajuste de Sistema: En este modo el jugador puede configurar el idioma en pantalla y en los comentarios.

- Modo Red: En este modo el jugador podrá jugar en línea con distintas personas en la comunidad realizando torneos y otro tipo de ligas.

- Modo Entrenamiento: En este modo el jugador debe elegir un equipo para entrenarse a su manera: tiros al arco, tiros libres, córners, entre otras cosas. Existe también el entrenamiento intensivo, donde el jugador debe entrenarse de manera más complicada.

## Selecciones nacionales

### Europa
| - Alemania - Austria - Bélgica - Bulgaria - Croacia - Dinamarca - Escocia - Eslovaquia - Eslovenia - España - Finlandia - Francia - Gales - Grecia - Hungría - Inglaterra | - Irlanda - Irlanda del Norte - Israel - Italia - Noruega - Países Bajos - Polonia - Portugal - República Checa - Rumania - Rusia - Serbia - Suecia - Suiza - Turquía - Ucrania |

### África
| - Angola - Camerún - Costa de Marfil - Ghana | - Nigeria - Sudáfrica - Togo - Túnez |

### América delNorte, Centro y Caribey delSur
| - Argentina - Brasil - Chile - Colombia - Costa Rica - Ecuador | - Estados Unidos - México - Paraguay - Perú - Trinidad y Tobago - Uruguay |

### AsiayOceanía
| - Arabia Saudita - Australia - Corea del Sur - Irán - Japón |

### Clásicos (7)
| - Alemania Clásico - Argentina Clásico - Brasil Clásico - Francia Clásico | - Inglaterra Clásico - Italia Clásico - Países Bajos Clásico |

Notas

Negrita – Equipos totalmente licenciados

### Países para modo Copa y no Exhibición
Estos países no aparecen en el juego, tampoco en el modo copa, comprobado con una consola y juego original (Playstation 3)

#### Europa
| - Albania - Andorra - Armenia - Azerbaiyán - Bielorrusia - Bosnia y Herzegovina - Chipre - Estonia - Georgia - Islas Feroe | - Islandia - Kazajistán - Letonia - Liechtenstein - Lituania - Luxemburgo - Macedonia - Malta - Moldavia - San Marino |

#### África
| - Argelia - Egipto | - Marruecos - Senegal |

#### América delNorte, Centro y Caribey delSur
- Bolivia
- Honduras
- Puerto Rico
- Jamaica
- Venezuela

#### Asia
| - Baréin - China - Emiratos Árabes Unidos - Indonesia - Iraq - Malasia | - Omán - Qatar - Tailandia - Uzbekistán - Vietnam |

## Licencias

### Ligas
Trae 128 equipos. De ellos, 98 pertenecen a las siguientes ligas:
| - Premier League ** (20) - Ligue 1 * (20) - Serie A * (20) | - Eredivisie * (18) - Liga BBVA * (20) |

Clubes no licenciados
Premier League
- North London - Arsenal
- West Midlands Village - Aston Villa
- West Midlands City - Birmingham City
- Lancashire - Blackburn Rovers
- Middlebrok - Bolton Wanderers
- London FC - Chelsea
- Derbyshire - Derby County
- Merseyside Blue - Everton
- West London White - Fulham
- Merseyside Red - Liverpool
- Man Blue - Manchester City
- Man Red - Manchester United
- Teeside - Middlesbrough
- Pompy - Portsmouth
- Berkshire Blues - Reading
- Wearside - Sunderland AFC
- East London - West Ham United FC
- Lancashire Athletic - Wigan Athletic

*: Ligas licenciadas.
**: Liga no licenciada con solo dos clubes licenciados (Newcastle United y Tottenham Hotspur). Nombre y logos de la liga irreales.

### Resto del Mundo
| - Bayern Múnich - Anderlecht - Brujas - Dinamo Zagreb - Copenhague - Celtic - Rangers - HJK Helsinki - AEK Atenas - Olympiacos | - Panathinaikos - Rosenborg - Wisła Kraków - Sporting de Lisboa - Benfica - Porto - Lokomotiv Moscow - Spartak Moscú - Estrella Roja - AIK Solna | - Hammarby IF - IFK Göteborg - Helsingborgs IF - Basel - Beşiktaş - Fenerbahçe - Galatasaray - Dynamo Kiev - River Plate - Internacional |

## Versión para Nintendo DS
La saga Pro Evolution Soccer es un simulador, pero se dan algunas peculiaridades como poder comprar habilidades como super-cabezazo o super-aceleración, y asignárselas a algún jugador, como si se tratase de un juego de rol. Esto es la principal novedad del juego. En el modo Gira Mundial crearemos un equipo y nos enfrentaremos a más de 50 selecciones nacionales. Al principio empezaremos con una plantilla desconocida, pero poco a poco iremos consiguiendo jugadores más conocidos gracias a una especie de máquina tragaperras o a una máquina de regalos.  Los controles son los habituales en el juego.

## Versión para Wii
Esta versión denominada Winning Eleven Play Maker 2008 en Japón salió en aquel país el 2 de febrero de 2008, mientras que salió en América y Europa, el 18 y el 28 de marzo respectivamente. 
Es un Pro Evolution desarrollado exclusivamente para Wii, con un sistema de control, utilizando el puntero del mando de Wii, que proporciona un perfecto manejo de todo el equipo, con el que es posible realizar un amplio número de jugadas diferentes. Tiene un nuevo modo denominado "Camino de Campeones" similar a la "Liga Master". Un modo multijugador limitado a dos personas, y un modo en línea.
La versión fue tanto un éxito de crítica como de ventas, superando el millón de unidades vendidas.

## Estadios
| Número | Estadio               | Nombre real           | País                        | Equipo             |
| ------ | --------------------- | --------------------- | --------------------------- | ------------------ |
| 1      | Estádio da Luz        | Estádio da Luz        | Bandera de Portugal         | Benfica            |
| 2      | Estádio do Dragão     | Estádio do Dragão     | Bandera de Portugal         | Porto              |
| 3      | Estádio José Alvalade | Estádio José Alvalade | Bandera de Portugal         | Sporting CP        |
| 4      | Santiago Bernabéu     | Santiago Bernabéu     | Bandera de España           | Real Madrid        |
| 5      | Stadio Olimpico       | Stadio Olimpico       | Bandera de Italia           | AS Roma y SS Lazio |
| 6      | San Siro              | San Siro              | Bandera de Italia           | AC Milan e Inter   |
| 7      | Stade Louis II        | Stade Louis II        | Bandera de Mónaco           | AS Mónaco          |
| 8      | Konami Stadium        | Ficticio              | Ficticio                    | Ficticio           |
| 9      | Bristol Mary Stadium  | Ficticio              | Ficticio                    | Ficticio           |
| 10     | Ville Marie Stadium   | Ficticio              | Ficticio                    | Ficticio           |
| 11     | Mohamed Lewis Stadium | Ficticio              | Ficticio                    | Ficticio           |
| 12     | Antlion Colisseum     | El Monumental         | Bandera de Argentina        | River Plate        |
| 13     | Teatro Blanco         | Ficticio              | Ficticio                    | Ficticio           |
| 14     | Orange Arena          | Ámsterdam Arena       | Bandera de los Países Bajos | Ajax               |
| 15     | Catalonia Stadium     | Camp Nou              | Bandera de España           | FC Barcelona       |

## Banda sonora
Ambiguous Tea
Rest And Strain  
Champion of the world ( 3:05 ) 
Like In The Bar ( 2:36 ) 
Up For Winning ( 3:49 ) 
Zero 2 One ( 2:36 ) 
Hit 'em Harder ( 3:40 ) 
Rock The Sweeper ( 2:49 ) 
Chase That Dream ( 3:51 ) 
Eyes Crossed ( 3:10 ) 
Bongo Wango ( 3:00 ) 
Scream ( 2:45 ) 
Kontrol ( 3:25 ) 
Bangin' Beats Loud ( 1:30 ) 
Nu Romantik Striker ( 3:39 ) 
Reaktronika Division ( 3:21 ) 
No Lookin' Back ( 2:45 ) 
Missin' You ( 3:14 ) 
Phunkadelic Fantasy ( 3:28 ) 
Beautiful People ( 3:24 ) 
Kickin' Heavy Jam ( 3:23 ) 
Neuro120 ( 2:47 ) 
Protocontrol ( 2:52 ) 
Spiral.2005 ( 3:01 ) 
Existence ( 3:37 ) 
Eyes On You ( 2:16 ) 
Futebol Soccer Goal ( 3:59 ) 
Dream Team ( 3:27 ) 
Go to the goal ( 3:58 ) 
kick it! ( 2:35 ) 
Hit The Ground!! ( 2:23 ) 
Chase Me ( 3:33 ) 
Football ( 2:01 ) 
One Voice ( 4:21 ) 
For season ( 1:48 ) 
Let's Get Crazy ( 2:02 ) 
Shake Down ( 2:09 ) 
E A hora ( 3:14 ) 
Thru Passion ( 3:18 ) 
Use Your Head ( 2:27 ) 
Enjoy Yourself ( 2:40 ) 
Uni-corn ( 3:23 ) 
Rotation ( 3:37 ) 
Long Time Odyssey ( 2:11 ) 
Back In The 2000 ( 1:26 ) 
22 Heroes ( 1:46 ) 
r.e.d. ( 4:00 ) 
Winning Anthem 2005 ( 2:47 ) 
Winning Anthem ( Original Version ) ( 1:22 ) 
Prophet Anthem ( 1:10 ) 
The Final Victory ( 1:31 ) 
Finalists ( 1:37 ) 
1000 Crystals ( 1:29 ) 
Enter The Field '06 ( 1:02 ) 
Crownd And Hope ( 1:56 ) 
Triumphal Wind ( 2:01 ) 
YouShow ( 2:02 ) 
Winning Finale ( 2:12 ) 
Tune For Winners ( 2:25 ) 